# Bashneft
Bashneft (in russo Башнефть?) è una compagnia petroliferia russa; la sede principale si trova a Ufa. È uno dei maggiori produttori di petrolio del paese.
La società possiede 140 pozzi di petrolio e gas naturale in Russia e ha una produzione di 16 milioni di tonnellate di olio annue. Possiede tre raffinerie nella città di Ufa con una capacità combinata di 130.000 metri cubi al giorno e 100 stazioni di rifornimento.
La holding russa Sistema ha acquisito una partecipazione di controllo in Bashneft nel marzo 2009 per 2,5 miliardi di dollari.